# Stone Blind – Der Blick der Medusa
Stone Blind – Der Blick der Medusa (englischer Originaltitel: Stone Blind) ist ein im Jahr 2022 veröffentlichter Roman von Natalie Haynes, der verschiedene Sagen aus der griechischen Mythologie neu erzählt. Im Zentrum der Handlung steht das Schicksal der Gorgone Medusa. Der zeitliche Handlungsrahmen umfasst die Geburt von Medusa und Perseus bis zu dessen Hochzeit mit der Königstochter Andromeda.

## Kritiken
Auf dem Bücherportal Goodreads.com kommt Haynes Roman auf eine Bewertung von 3,9 von 5 Punkten, bei über 15.000 abgegebenen Rezensionen.
„Der Kopf der Gorgone wird zum Symbol für die Art und Weise, wie Geschichten durch die Zeit verzerrt werden können und eine neue und kraftvolle Resonanz erhalten. Stone Blind ist ein brillantes und fesselnd zu lesendes Korrektiv.“ – Alex Praeston, The Guardian.

## Ausgaben
- Englischsprachiges Original: Natalie Haynes: Stone Blind, Publishers International Limited, London 2022.
- Deutsch: Natalie Haynes: Stone Blind – Der Blick der Medusa, dtv, München 2023.